# Cheilodipterus alleni
Cheilodipterus alleni és una espècie de peix pertanyent a la família dels apogònids.

## Descripció
- Pot arribar a fer 10,4 cm de llargària màxima.
- En vida presenta una coloració pàl·lida amb 8 ratlles marrons daurades.
- Aletes: la segona dorsal, l'anal, les pectorals i les ventrals tenen un tint vermellós.[5][6]

## Hàbitat
És un peix marí, associat als esculls i de clima tropical.

## Distribució geogràfica
Es troba al Pacífic occidental central: Papua Nova Guinea, l'illa de Flores (Indonèsia) i Borneo.

## Observacions
És inofensiu per als humans.